# Arie Vermeer
Arie Vermeer (* 17. Juli 1922; † 16. Dezember  2013) war ein niederländischer Fußballspieler, der für den Verein Excelsior aus dem Rotterdamer Stadtteil Kralingen in der höchsten Spielklasse aktiv war. Mit der niederländischen Nationalmannschaft absolvierte er 1946 ein Länderspiel.

## Karriere
Arie Vermeer, eins von sechs Kindern der Familie, begann seine Laufbahn als Straßenfußballer. Der junge Kralinger musste bereits als 14-Jähriger zum Einkommen der Familie beitragen und hatte neben seiner Arbeit in einer Metzgerei keine Zeit, sich einem Verein anzuschließen. Erst mit 18 Jahren wurde er Mitglied bei Excelsior, wo er 1942 sein Debüt in der ersten Mannschaft gab. Im offensiven Mittelfeld agierend war er einer der Garanten für die Aufstiege in die Eerste klasse, die damals höchste Liga in den Niederlanden, 1946 und 1952. Insgesamt spielte Vermeer 14 Jahre in der ersten Mannschaft Excelsiors, davon die letzten zwei Jahre nach Einführung des bezahlten Fußballs 1954 als Halbprofi. 1956 beendete er seine aktive Laufbahn, da er sich ganz seiner eigenen Fleischerei zuwenden wollte.

### Nationalmannschaft
Arie Vermeer ist einer von vier Excelsior-Spielern, die es zu einer Berufung in die niederländische Nationalmannschaft gebracht haben. Sein einziger Einsatz als Mittelläufer im Oranje-Trikot war das Länderspiel gegen England am 27. November 1946. Es war das vierte Länderspiel der Niederländer nach dem Zweiten Weltkrieg und das zweite insgesamt gegen die A-Nationalmannschaft der Engländer. Von den Routiniers aus der Vorkriegszeit standen lediglich Mannschaftskapitän Bas Paauwe und Stürmer Kick Smit im Team. Das Freundschaftsspiel an der Leeds Road in Huddersfield gewannen die Gastgeber mit 8:2. Vermeer spielte in diesem Match nicht einen Mittelläufer im Sinne des WM-Systems, sondern auf dieser Position einen offensiven „Spielmacher“, so dass er nicht für die Deckung des gegnerischen Mittelstürmers Tommy Lawton zuständig war. Lawton zeichnete sich als vierfacher Torschütze für England aus; die beiden niederländischen Torschützen waren Smit und Ko Bergman. Mit dem nächsten Match gegen Belgien unter dem neuen Trainer Jesse Carver übernahm auch die Elftal das WM-System und gewann 2:1 – Vermeer war daran nicht mehr beteiligt, die neue Aufgabe als „Stopper“ übernahm mit der Rückennummer fünf Hennie Möring vom SC Enschede.

## Nach der aktiven Laufbahn
Vermeer leitete viele Jahre seine eigene Metzgerei. Er blieb daneben jedoch Excelsior treu und spielte noch bis zu seinem 57. Lebensjahr in der Altherrenmannschaft des Vereins. Sein Vorhaben, bis zu seinem 60. Geburtstag in dem Team aktiv zu bleiben, wurde durch eine Verletzung vereitelt.